# EF Education-Aevolo
EF Education-Aevolo is een Amerikaanse wielerploeg die actief is op continentaal niveau.

## Geschiedenis
Aevolo werd in 2017 opgericht door Steven van der Zwan met Michael Creed als teammanager. Die naam zou de ploeg houden tot en met 2024. Tussen 2017 en 2021 had de ploeg een continentale licentie van de UCI, de drie jaren daarna was de club enkel actief op amateurnivea. In die jaren was de ploeg voor beloften en leidde jonge renners op voor EF Education-EasyPost. Per 2025 nam de UCI World Tour-ploeg Aevolo over en dit was ook te zien in de naam, die veranderde naar EF Education-Aevolo. Gelijk in het eerste jaar boekten Noah Hobbs en Markel Beloki zeges op Franse en Portugese grond in meerdaagse wedstrijden.

## Bekende (ex-)renners
- Jack Burke (2017)
- Jokin Etxabe (2017)
- Zeke Mostov (2017)
- Luis Villalobos (2017-2019)
- Tyler Stites (2017-2021)
- Riley Sheehan (2019)
- Markel Beloki (2025)
- Noah Hobbs (2025)

## Overwinningen
2018
1e etappe Colorado Classic: Gage Hecht
2021
2e etappe Joe Martin Stage Race: Tyler Stites
3e etappe (ITT) Joe Martin Stage Race: Gage Hecht
2023
1e etappe Ronde van Rhodos: Brody McDonald
Eindklassement Ronde van Rhodos: Alexander White
Eindklassement Visit South Aegean Islands: Alexander White
2025
1e etappe Ronde van Alentejo: Noah Hobbs
3e etappe Ronde van Alentejo: Noah Hobbs
Eindklassement Ronde van Alentejo: Noah Hobbs
2e etappe Ronde van Bretagne: Noah Hobbs
6e etappe Ronde van Bretagne: Noah Hobbs
7e etappe Ronde van Bretagne: Noah Hobbs
3e etappe Ronde van de Elzas: Markel Beloki
Eindklassement Ronde van de Elzas: Markel Beloki

### Nationale kampioenschappen
2018
 Amerikaans kampioen tijdrijden, beloften: Gage Hecht
 Amerikaans kampioen op de weg, beloften: Alex Hoehn
 Mexicaans kampioen tijdrijden, elite: Luis Villalobos
2019
 Amerikaans kampioen op de weg, beloften: Lance Haidet
 Costa Ricaans kampioen tijdrijden, beloften: Gabriel Francisco Rojas
2021
 Amerikaans kampioen op de weg, beloften: Sean McElroy
2024
 Amerikaans kampioen op de weg, beloften: Gavin Hlady
 Amerikaans kampioen op de weg, beloften: Gavin Hlady
Burke · Etxabe · Gervais · Haidet · Hecht · Hernandez · Mostov · Saltzman · Stites · Villalobos
Boots · Gervais · Haidet · Hecht · Hernandez · Hoehn · Islas · McKey · Saltzman · Stephenson · Stites · Villalobos